# Nicolas Pariser
Pour les articles homonymes, voir Pariser.
Nicolas Pariser est un réalisateur français né le 29 septembre 1974 à Paris.

## Biographie
Il effectue d'abord des études de droit, de philosophie et d'histoire de l'art et du cinéma. Il obtient une maîtrise de cinéma et une licence de philosophie à Paris I. 
Il devient ensuite critique pour le cinéma au magazine Sofa. Il travaille quatre ans pour le réalisateur Pierre Rissient.

## Filmographie

### Réalisateur

#### Courts métrages
- 2008 : Le Jour où Ségolène a gagné
- 2009 : La République
- 2013 : Agit Pop

#### Longs métrages
- 2015 : Le Grand Jeu
- 2019 : Alice et le Maire
- 2022 : Le Parfum vert

#### Série télévisée
- 2021 : En thérapie, saison 1, épisodes Léonora et Damien

### Acteur
- 2009 : La République (court-métrage) de lui-même : le premier énarque
- 2011 : Moonlight Lover (court-métrage) de Guilhem Amesland : l'homme dans le café
- 2012 : La Grève des ventres (court-métrage) de Lucie Borleteau
- 2012 : L'Autre sang (court-métrage) de François Tchernia et François Vacarisas : le milliardaire
- 2013 : Agit Pop (court-métrage) de lui-même : l'homme au bras bandé
- 2014 : Les Petits cailloux (court-métrage) de Chloé Mazlo : le médecin

## Distinctions
- 2010 : Prix Jean-Vigo du court-métrage pour La République[3]
- 2013 : Semaine de la critique au festival de Cannes pour Agit Pop[4] (sélection)
- 2015 : Festival de Locarno, section Cinéastes du présent pour Le Grand jeu (sélection)
- 2015 : Prix Louis-Delluc du meilleur premier film pour Le Grand jeu